# Juraj Plančić
Juraj Plančić (Stari Grad, 22. listopada 1899. – Pariz, 19. kolovoza 1930.), hrvatski slikar.
Započeo je školovanje kao kipar u Splitu, a kasnije studirao slikarstvo u Zagrebu. Godine 1926. odlazi u Pariz, proslavlja se izložbom u prestižnoj Galerie de Seine, ali ubrzo umire od tuberkuloze. U početku je slikao pod utjecajem Becića. 
Za boravka u Zagrebu prijateljuje s kiparem iz rodnog Starog Grada Jurjem Škarpom. Njegov stilski prepoznatljiv opus nastaje u Parizu između 1928. – 1930. godine. Na platnima s mrtvim prirodama i figuralnim kompozicijama ikonografski ostaje vjeran rodnoj Dalmaciji, a izrazito rafinirano i čulno slika ženske likove. Izdao je dvije mape grafika "Stari Grad" i "Dubrovnik".

## Galerija
- Portret djecaka, 1926
- Ruža
- Akt, 1929
- Procesija, 1929
- Scene champetre, 1929